# Biokovac
Biokovac (cyr. Биоковац) – wieś w Czarnogórze, w gminie Bijelo Polje. W 2011 roku liczyła 50 mieszkańców.